# Donald O. Hebb
Donald Olding Hebb (* 22. Juli 1904 in Chester, Nova Scotia, Kanada; † 20. August 1985 ebenda) war ein kanadischer kognitiver Psychobiologe und Professor für Psychologie an der McGill-Universität in Montreal, Kanada.

## Leben
Hebb war das älteste von vier Kindern von Arthur Morrison Hebb und Mary Clara (geb. Olding) Hebb. Seine Kindheit und Jugend verbrachte er bis 1929 in Chester, bevor er mit seiner Familie nach Dartmouth zog. Seine Schulbildung erhielt er bis zum achten Lebensjahr von seiner Mutter, die – ebenso wie sein Vater – Ärztin war und sich bei der Erziehung ihres Sohnes von den Ideen der Maria Montessori leiten ließ. Wegen seines großen Lernfortschritts in der Grundschule besuchte er mit zehn Jahren bereits die 7. Klasse. Nachdem er die 11. Klasse wiederholen musste, machte Hebb seinen Abschluss an der Halifax County Academy in Halifax.
Um Autor zu werden, schrieb er sich an der Dalhousie University ein. Nach seinem Bachelor-Abschluss 1925 kehrte er zunächst in seine Heimatstadt Chester zurück, wo er als Lehrer an seiner alten Schule unterrichtete. Später wurde er Farmer in Alberta und begann zu reisen. Während dieser Reisen kam er zum ersten Mal mit den Arbeiten Sigmund Freuds, William James’ und John B. Watsons in Berührung. Aufgrund dessen entschloss er sich mit 23 Jahren, sich mit Psychologie zu beschäftigen. Hebb wandte sich an den Leiter der Fakultät für Psychologie der McGill University, William Dunlop Tait, um zum Studium zugelassen zu werden. Dieser gab ihm eine Liste mit Büchern und Aufsätzen und forderte ihn auf, im folgenden Jahr erneut anzufragen. 1928 wurde Hebb als Teilzeitstudent an der McGill University angenommen. Zur selben Zeit übertrug man ihm den Posten des Schulleiters einer Schule in Montreal, die sich in einer schwierigen Situation befand. Zusammen mit Kollegen der Universität gelang es ihm die Situation dort zu verbessern, indem er neue Lehr- und Lernmethoden einführte.
1931 erkrankte Hebb an Tuberkulose. Die Zeit im Krankenbett nutzte er zur Lektüre von Charles Scott Sherringtons The Integrative Action of the Nervous System und Ivan Pavlovs Conditioned Reflexes. Im selben Jahr verfasste er seine Abschlussarbeit mit dem Titel Conditioned and Unconditioned Reflexes and Inhibition. Bereits mit dieser Arbeit legte er den Grundstein für die von ihm entwickelte Hebbsche Lernregel. Danach arbeitete er auf Anregung von Boris P. Babkin mit Leonid Andreyev zusammen.
In den Jahren 1933 und 1934 schrieb Hebb eine Broschüre mit dem Titel Scientific Method in Psychology: A Theory of Epistemology Based on Objective Psychology. Obwohl diese Arbeit nie veröffentlicht wurde enthielt sie viele der grundlegenden Ideen Hebbs, die dieser in seiner späteren Forschung umsetzte.
Schließlich bot ihm Robert Yerkes an der Yale University eine Doktorandenstelle an, auf Drängen Babbkins entschloss sich Hebb jedoch, bei Karl Lashley zu promovieren. Dieses Vorhaben begann er im Juli 1934 an der University of Chicago. Der Titel seiner Doktorarbeit lautete „The problem of spatial orientation and place learning“. Zusammen mit seinem Doktorvater wechselte Hebb im September 1935 an die Harvard University. Dort erforschte er die Auswirkungen vorzeitiger Erblindung auf die Wahrnehmung von Größe und Helligkeit bei Ratten. 1936 verlieh ihm die Harvard University für diese Forschungen seinen Doktortitel.
1939 nahm Hebb eine Stelle an der Queen’s University in Kingston an. 1942 zog er nach Orange Park, Florida, um erneut mit Karl Lashley zusammenzuarbeiten. Darauf kehrte er an die McGill University zurück und erhielt 1947 einen Ruf als Professor für Psychologie. Ab 1948 leitete er zudem die Psychologische Fakultät. Zu seinen Schülern zählten unter anderem Mortimer Mishkin, Haldor Enger Rosvold, und Brenda Milner. Hebb blieb bis zu seiner Pensionierung 1972 an der McGill University. Nach seiner Emeritierung hielt er weiterhin Kurse und Seminare ab und wechselte 1980 an die Dalhousie University. Er war Mitglied der American Psychological Association (APA) und 1960 deren Präsident.
1933 starb seine erste Frau an Unfallfolgen. 1937 heiratete Hebb Elizabeth Nichols Donovan. Nach dem Tod seiner Frau Elizabeth 1962 heiratete Hebb 1966 mit der Witwe Margaret Doreen Wright ein drittes Mal. Er starb 1985 in seinem Heimatort Chester.

## Leistungen
Ab 1937 arbeitete Hebb als Assistent von Lashley und Edwin G. Boring, gab Vorlesungen in Psychologie am Radcliffe College und führte seine Forschungen, die er an der Universität von Chicago begonnen hatte, zu Ende.
1937 nahm er eine Stelle bei Wilder Penfield am Montreal Neurological Institute an. Dort erforschte er die Auswirkungen von Operationen und Verletzungen des menschlichen Gehirns auf dessen Funktionen. Er entdeckte, dass Verletzungen des Gehirns bei Kindern wesentlich weniger Auswirkungen zeigten als bei Erwachsenen.
Aufgrund seiner Forschungen begann er an der Anwendbarkeit des Stanford-Binet-Tests und des Wechsler Tests bei Patienten mit Gehirnverletzungen zu zweifeln. Darauf entwickelte er, zusammen mit N. W. Morton, den Adult Comprehension Test sowie den Picture Anomaly Test. Anhand dieser Tests gelang ihm der Nachweis, dass das Erkennen von Gegenständen dem rechten Temporallappen zuzuordnen ist. Zudem wies Hebb nach, dass eine Entfernung großer Teile des Frontallappens ohne Auswirkung auf die Intelligenz des Menschen ist. Dies führte ihn zu Erkenntnis, dass die Frontallappen für das Lernen lediglich in jungen Jahren eine Rolle spielen.
Um seine Theorie über die Rolle der Frontallappen beim Lernen zu bestätigen, entwickelte er zusammen mit Kenneth Williams ein spezielles Labyrinth für Ratten, das unter dem Namen Hebb-Williams-Labyrinth bekannt wurde.
Karl Lashley war inzwischen Direktor der Yerkes Laboratories of Primate Biology am Yerkes National Primate Research Center. Während seiner Arbeit dort entwickelte Hebb einen Test für Schimpansen, der jedoch nicht die gewünschten Forschungsergebnisse zeigte.
Hebbs Gesetz in der Neurologie lautet: „Neurons that fire together wire together.“ Nervenzellen bilden über Synapsen Verbünde und bestärken sich gegenseitig. Diese neuronale Plastizität verstärkt Lernprozesse und Erinnerungsleistungen. Bei Musikern z. B. sind bestimmte Hirnareale stärker „verbunden“ als bei Nicht-Musikern. Auch bei Hirnverletzungen spielt die neuronale Plastizität eine wichtige Rolle, um Defekte auszugleichen. In der Pädagogik hielt Hebb eine angereicherte Umwelt, die motorische und sensorische Erfahrungen ermöglicht, für einen Weg, um mehr Nervenzellen in die erforderlichen Verbünde zu formieren.
Hebb gilt auch als Begründer der Deprivationsforschung.
Lehrtätigkeit
Während seines gesamten Lebens war Hebb der Lehre besonders verbunden. Sowohl als Lehrer und Schuldirektor in einer Schule in Montreal als auch während seiner Zeit an der McGill University zeigte er sich äußerst effizient und hatte großen Einfluss auf seine Schüler und Studenten. Als Professor war er davon überzeugt, dass sich Motivation nicht lehren ließe. Vielmehr sah er es als seine Aufgabe, den Studenten die bestmöglichen Umstände zum Lernen und Forschen zu schaffen. Unter seiner Leitung entwickelte sich die Psychologische Fakultät der McGill University zu einer der führenden Forschungseinrichtungen im Land.
Militärische Forschung, Folter durch Sinnesentzug
Hebbs Name wirkte mit bei der psychologischen Forschung zur Entwicklung spezieller Gehirnwäsche-Befragungsmethoden. Auf einem Symposium der Harvard University beschreibt er selbst es so:

"Die Arbeit, die wir an der McGill University leisteten, setzte sich zu Beginn mit dem Problem der Gehirnwäsche auseinander. Natürlich durften wir dies in den ersten Publikationen nicht so nennen. Hauptgrund hierfür waren die so erlangten „Geständnisse“ in Gerichtsverfahren gegen russische Kommunisten. Der Begriff „Gehirnwäsche“ tauchte später im Zusammenhang mit Methoden der Chinesen auf. Wir wussten nicht, wie die Methoden der Russen aussahen. Jedenfalls führten sie zu auffälligen Verhaltensänderungen. Wie diese erreicht wurden? Nun, eine Möglichkeit war die Einschränkung der Wahrnehmungsfähigkeit der Befragten. Und genau hierauf konzentrierten wir uns bei unserer Forschung.

## Auszeichnungen
- Mitglied der American Academy of Arts and Sciences (1961)
- APA Distinguished Scientific Contribution Award (1961)
- Mitglied der National Academy of Sciences (1979)
- Aufnahme in die Canadian Medical Hall of Fame (2003, postum)
- Der Donald O. Hebb Award wird an herausragende kanadische Wissenschaftler verliehen

## Schriften (Auswahl)
- The Organization of Behavior - A Neuropsychological Theory (1949) ist seine bekannteste Arbeit und befasst sich mit neurobiologischen Prinzipien des Lernens in neuronalen Netzen in der er die nach ihm benannte Hebbsche Lernregel verfasste, die das Lernen in neuronalen Netzwerken bzw. in einem Verband von Neuronen beschreibt, die gemeinsame Synapsen haben.
- Einführung in die moderne Psychologie. Aus dem Amerikanischen von Hermann Rademacker. 8. Auflage. Beltz, Weinheim/Basel 1975, ISBN 3-407-28033-5.
- Essay on Mind. Lawrence Erlbaum Assoc., Hillsdale (New Jersey) 1980, ISBN 0-89859-017-5.